# Melting Into Orange
Melting Into Orange är ett musikalbum från 2006 med Rebecka Törnqvist. Hon har skrivit det mesta av materialet själv.

## Låtlista
Text och musik av Rebecka Törnqvist om inget annat anges.
1. Wasted Sunset (Miss My Kidd) (Per ”Texas” Johansson/Rebecka Törnqvist) – 2:51
2. I wanted This to Be Your Song – 3:35
3. The Poachers – 4:14
4. My Pretty Fingers – 4:01
5. Song Formerly Known as Alice – 3:37
6. Steady House (Per ”Texas” Johansson/Rebecka Törnqvist) – 3:26
7. Tell on You – 4:31
8. Wit Waltz – 3:19
9. Apology – 3:25
10. Cuckoo – 3:56
11. Bad Advice – 2:45
12. Clean Slate Day (Per ”Texas” Johansson/Rebecka Törnqvist)– 2:44

## Medverkande
- Rebecka Törnqvist – sång, piano, slagverk
- Peter Lindberg – sång (spår 1, 5)
- Per ”Texas” Johansson – klarinett, saxofon, oboe, suona
- Klas Jervfors – trombon, trumpet, valthorn
- Johan Lindström – akustisk gitarr, elgitarr, steel guitar, elbas, piano, elpiano, orgel, synt, slagverk, kör
- Johan Liljedahl – akustisk gitarr (spår 1, 8, 11), elpiano (spår 2), synt (spår 4)
- Sven Lindvall – elbas [additional] (spår 4), bas (spår 8, 9)
- Fredrik Dahl – trummor (spår 1, 2, 4, 7, 8, 11)
- Andreas Dahlbäck – trummor (spår 10), slagverk (spår 1, 2, 4, 7, 8, 10)
- Fredrik Schultz – slagverk [additional] (spår 3)
- André Ferrari – slagverk [additional] (spår 10)
- Jannika Gustafsson – violin
- Martin Stensson – violin
- Peter Forss – violin (spår 2, 5)
- Elisabeth Arnberg Ranmo – viola
- Helena Nilsson – cello
- SNYKO – stråkar

## Listplaceringar
| Lista (2006) | Topplacering |
| ------------ | ------------ |
| Sverige      | 14           |

## Fotnoter
1. ↑  ”Svensk mediedatabas”. http://smdb.kb.se/catalog/id/002026654. Läst 19 juni 2014.
2. ↑  Placeringar på den svenska albumlistan